# Медіасистема Фінляндії
У Фінляндії гарантована свобода друку. Це означає, що держава не може регламентувати, що повідомляється в таких ЗМІ, як газети, телебачення чи Інтернет.
За результатами «Всесвітнього індексу свободи преси» у 2017 році Фінляндія спустилася на третє місце у рейтингу про стан свободи преси, хоча протягом останніх шести років поісідала лідируючу позицію. Зараз перше і друге місце посідає Норвегія і Швеція відповідно.

## Yleisradio

Логотип компанії (використовується з 5 березня 2010 року)

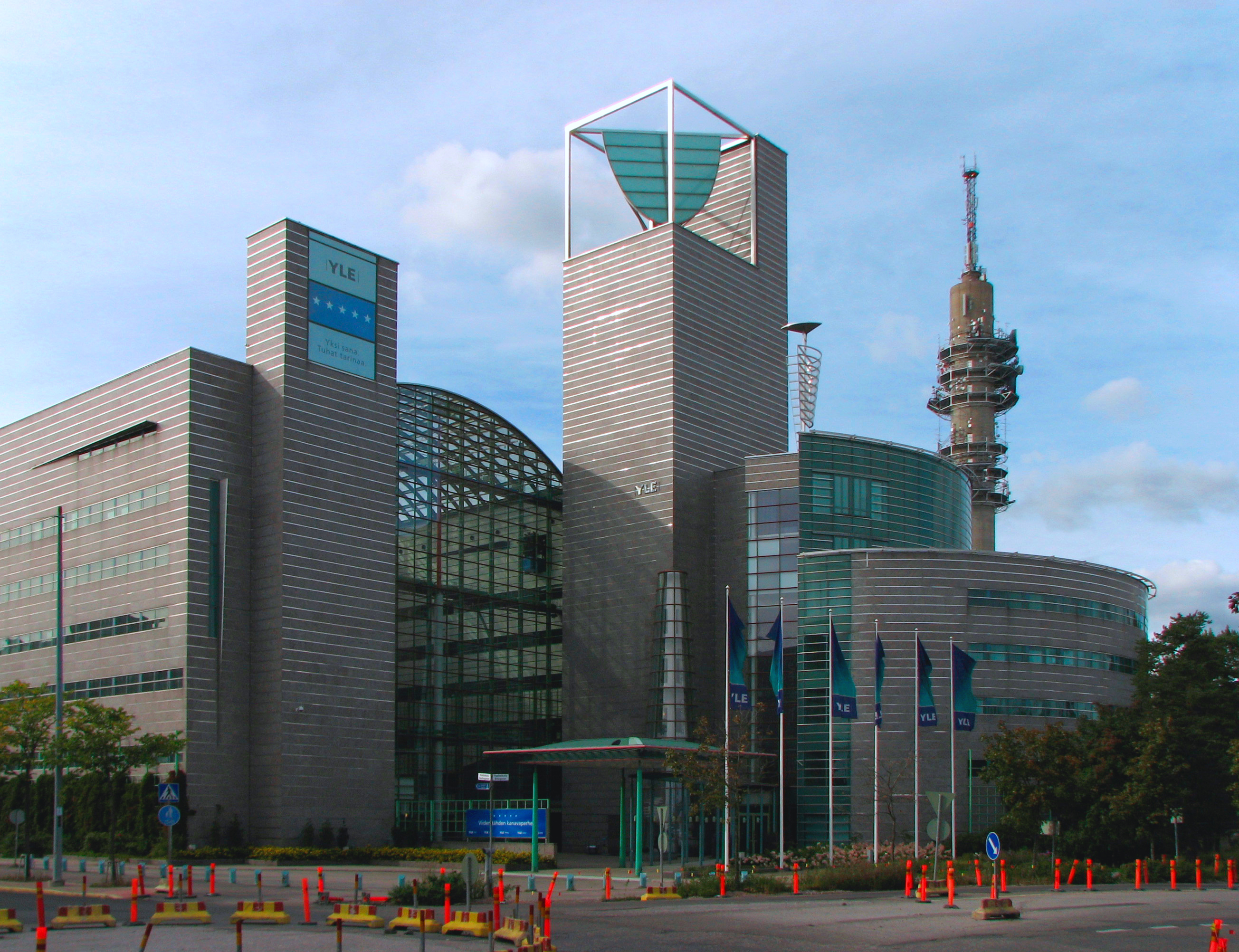
Офіс YLE в Гельсінкі

Yleisradio (фін. Yleisradio Oy, швед. Rundradion Ab) — національна телерадіомовна компанія Фінляндії, заснована в 1926 році.
Yle має чотири національні телеканали, 13 радіоканалів, і 25 регіональних радіостанцій. Фінляндія є двомовною країною — близько 5,5% населення вважають рідною мовою шведську. Yle забезпечує радіо- і телепрограми шведською мовою через відділення під назвою Svenska Yle.
Станом на 2013 рік, оборот компанії склав 466,9 млн євро, а число співробітників становило 3194 людини.

### Телеканали і радіостанції

#### Загальнонаціональні телеканали загальної тематики
- Yle TV1 (фін.)
- Yle TV2 (фін.)

Доступні у всіх районах Фінляндії через ефірне, кабельне, супутникове телебачення, IPTV на перших двох каналах, а також через Інтернет.

#### Міжнародні телеканали
- TV Finland

Доступний у всьому світі через супутникове телебачення та Інтернет.

#### Тематичні загальнонаціональні телеканали
- Yle Fem (швед.)
- Yle Teema (фін.)

#### Загальнонаціональні радіостанції загальної тематики
- Yle Radio 1 (фін.) — радіоканал широкого профілю
- YleX (фін.) — молодіжний радіоканал
- Yle Radio Suomi (фін.) — мережа регіональних інформаційно-розважальних радіостанцій
- Yle Puhe (фін.)

Доступні у всіх районах Фінляндії через ефірне радіомовлення (аналогове на УКХ (УКХ CCIR), Yle Radio Suomi раніше на СВ) та Інтернет.

#### Локальні радіостанції
- Yle Radio Vega (швед.) — радіоканал широкого профілю на шведській мові
- Yle X3M (швед.) — молодіжний радіоканал на шведській мові

Доступні через ті ж джерела в регіонах з населенням шведського походження.

#### Тематичні загальнонаціональні радіостанції
- Yle Sámi Radio
- Yle Klassinen (фін.)
- Yle Mondo — потік передач на іноземних мовах від іноземних мовників (BBC, DW, France Medias Monde та ін.)

Доступні через Інтернет.

## Газети
У Фінляндії видається багато газет. Найбільшою газетою є Helsingin Sanomat. Більшість газет видається на фінській мові. У деяких комунах видаються газети також на шведській мові.

### Helsingin Sanomat
«Хельсінгін саномат» (фін. Helsingin Sanomat - «Гельсінські новини») — найбільша газета Фінляндії. Виходить щодня, за винятком деяких свят. У 2013 році щоденний тираж газети становив 338 000 примірників, знизившись на 28 тисяч порівняно з попереднім роком.[3]

Сайт Helsingin Sanomat HS.fi є одним з найбільш важливих джерел новин в финскоязычном Інтернеті. У червні 2009 року сайт займав шосте місце за популярністю серед фінських ресурсів.

## Телебачення
Якщо у вас старий телевізор, то для перегляду телепрограм вам необхідно мати також супутниковий декодер. Телевізори, що реалізуються в мережі торгівлі Фінляндії, вже мають вбудований супутниковий ресивер.
Більшість телепрограм показують фінською мовою. У Фінляндії програми на іноземних мовах показують з субтитрами фінською мовою, тому їх можна дивитися також мовою оригіналу (часто англійською мовою).
У віданні державної телерадіомовної компанії Yleisradio або Yle знаходиться чотири телевізійні канали, які можна дивитися по всій Фінляндії. YLE є державною службою, і її робота фінансується з податкових ресурсів. Крім цього, у Фінляндії існує також велика кількість комерційних телеканалів, таких як MTV3 і Nelonen.

## Радіо
У Фінляндії мовить ряд радіоканалів. Переважна більшість цих каналів можна слухати в Інтернеті. Більшість радіоканалів віщає на фінській мові.
Радіоканал Mondo, що належить компанії Yle, веде радіопередачі англійською та іншими мовами. Радіоканал Finest веде радіопередачі естонською мовою.

## Новини і програми ТБ в Інтернеті

### Телевізійні програми в Інтернеті
- linkkiYLE Areena — http://areena.yle.fi/tv [Архівовано 19 грудня 2017 у Wayback Machine.]
- linkkiMTV3 Katsomo — http://www.katsomo.fi/ [Архівовано 17 грудня 2017 у Wayback Machine.]
- linkkiRuutu.fi — http://www.ruutu.fi/ [Архівовано 28 грудня 2017 у Wayback Machine.]

### Новини англійською
- Helsinki Times — http://www.helsinkitimes.fi/ [Архівовано 3 червня 2009 у Wayback Machine.]
- YLE — https://yle.fi/uutiset/osasto/news/ [Архівовано 25 грудня 2017 у Wayback Machine.]

### Новини спрощеною фінською
- YLE — http://yle.fi/selkouutiset/ [Архівовано 28 вересня 2014 у Wayback Machine.]